# Vormvast bindweefsel
Vormvast bindweefsel (ook wel dicht bindweefsel of straf bindweefsel genoemd) is bindweefsel dat vooral bestaat uit dicht opeengestapelde collageenvezels. Er zijn weinig cellen (fibroblasten en pigmentcellen) en weinig matrix aanwezig.
De collageenvezels kunnen onregelmatig liggen, zoals in de lederhuid, of parallel, zoals in pezen en gewrichtsbanden.